# Stéphanie von Wedel
Stéphanie Augusta von Wedel (född Hamilton), född 10 maj 1852 i Stockholm, död där 2 november 1937, var en svensk furstinna och filantrop.

## Biografi
Stéphanie von Wedel var dotter till överståthållaren Jakob Hamilton och Stefanie Gieseke. Hon fick en för tiden mångsidig uppfostran. 1876 gifte hon sig med en av landets då förmögnaste arvtagare, Carl von Platen. Efter dennes död återupptog Stéphanie von Wedel efter någon tid det expansiva umgängesliv som rått i makarnas olika hem, främst Västra Trädgårdsgatan 17 i Stockholm och Stora Sundby slott vid Hjälmaren. 1894 gifte hon om sig med dåvarande tyske ministern i Stockholm, greve Karl von Wedel, vilken 1907–1914 var riksståthållare i Elsass-Lothringen, där Stéphanie von Wedel fick tillfälle att göra insatser på det socialt-humanitära området, bland annat för moderniserad barnavård. Då maken, som 1914 tilldelats furstligt prerogativ, avled 1919, var Stéphanie von Wedel åter bosatt på Stora Sundby, där hon i stillhet framlevde sin ålderdom. Vid hennes död sades att det oskarianska tidevarvet slutligen gått i graven.